# Jana Wisniewski
Jana Wisniewski, née 1945 en Pologne, est une artiste, critique d'art et commissaire d'exposition autrichienne. Elle vit et travaille à Vienne.

## Biographie
Elle étudie à l'université des arts appliquées de Vienne. Elle est critique d'art pendant dix ans pour le quotidien Arbeiter-Zeitung (quotidien autrichien) (de). En tant que critique d'art, elle se spécialise sur l'architecture, les nouveaux médias et l'art contemporain. Elle publie de nombreux ouvrages.
En tant que commissaire d'expositions, elle organise de nombreuses expositions à Vienne, à Salzbourg, à Erlangen, à Stockholm et Paris. En 1996, elle est commissaire pour l'exposition Antagonisme – 30 Jahre Fotografie in Österreich, qui a lieu au Centre National de la Photographie, à Paris. Elle présente aussi Realität / Fiktion / Virtualität aux rencontres de la photographie d'Arles.
En 2003, elle est rédactrice en chef du e-motion Art Space Internet Art Journal. En 2010, elle organise des conférences sur l'art sur Internet.
En tant qu'artiste, elle se consacre à la photographie. En 1996, la Foto Galerie présente une rétrospective à Vienne de son travail réalisé de 1975 à 1995. Ses œuvres personnelles sont exposées dans des galeries, des musées, des festivals et des catalogues d'art.
Elle est membre d'Intakt. Elle en est présidente pendant trois ans.

## Expositions
- Photo Talk, Webster University, 1999[8]
- Re-Play. Anfänge internationaler Medienkunst in Österreich, Generali Foundation, 2000
- Grenzgänger - Zeitgenössische Druckgrafik, Künstlerhaus, photography, comic, 2000
- transgression, Künstlerhaus, 2001 größe, Künstlerhaus, 2001
- 10th International Print and Drawing Biennial, International Print and Drawing Biennial, 2001
- Foto FLUSS. blind photography, Forum Schloss Wolkersdorf, Verein FLUSS, photography, 2002
- Mimosen-Rosen-Herbstzeitlosen. Künstlerinnen. Positionen 1945 bis Heute, Kunsthalle Krems, 2003
- Gegen-Positionen. Künstlerinnen in Österreich 1960-2000, Museum Moderner Kunst - Stiftung Wörlen Passau, 2004
- Der Traum einer Sache. Social Design zwischen Utopie und Alltag, Universität für angewandte Kunst Wien, 2009
- Tafelbilder. Essen und Trinken in der zeitgenössischen Kunst, SchlossÖkonomie Gern, 2009
- internetart. Die Plattform, Künstlerhaus, 2010
- internetart. Die Recherche, Künstlerhaus  - Curator, 2010
- k/haus Atelierrundgang, Künstlerhaus, 2011
- METAmART - Die Marktmodelle, Künstlerhaus, 2011
- visionXsound:[KV-N] 2014 / Strategische Allianzen, GRAF + ZYX Tank 203.3040.AT, 2014
- visionXsound 2015, GRAF + ZYX Tank 203.3040.AT, 2015
- visionXsound 2016, GRAF + ZYX Tank 203.3040.AT, 2016
- Tankstelle 203.3040.AT, GRAF + ZYX Tank 203.3040.AT, 2017
- visionXsound 2017, GRAF + ZYX Tank 203.3040.AT, 2017
- PARALLEL Vienna 2019, Lassallestraße 5, PARALLEL Vienne, 2019